# سیلور پیک (نوادا)
سیلور پیک، نوادا (به انگلیسی: Silver Peak, Nevada) یک سکونتگاه مسکونی در ایالات متحده آمریکا است که در شهرستان اسمرالدا، نوادا واقع شده‌است.

## خصوصیات
سیلور پیک ۱۰۷ نفر جمعیت دارد و ۱٬۳۱۷٫۰۶ متر بالاتر از سطح دریا واقع شده‌است.